# Dor Malul
Dor Malul (Hebreeuws: דור מלול) (Risjon Letsion, 30 april 1989) is een Israëlische voetballer die uitkomt voor Hapoel Haifa. Malul is een rechtsback.

## Carrière
Malul is een jeugdproduct van Maccabi Tel Aviv. Hij wordt gezien als een talent en nam deel aan de UEFA/CAF Meridian Cup in 2007, samen met o.a. Bojan Krkić. Malul was oorspronkelijk een middenvelder, maar werd omgeschoold tot verdediger. Na het seizoen werd hij definitief overgenomen en tekende hij op het Kiel een contract voor drie seizoenen bij Beerschot AC.

## Statistieken
| seizoen | club                | land   | competitie         | wed. | goals |
| ------- | ------------------- | ------ | ------------------ | ---- | ----- |
| 2007/08 | Maccabi Tel Aviv FC | Israël | Ligat Ha'Al        | 18   | 1     |
| 2008/09 | Maccabi Tel Aviv FC | Israël | Ligat Ha'Al        | 18   | 0     |
| 2009/10 | Maccabi Tel Aviv FC | Israël | Ligat Ha'Al        | 22   | 0     |
| 2010/11 | Maccabi Tel Aviv FC | Israël | Ligat Ha'Al        | 24   | 0     |
| 2011/12 | → Beerschot AC      | België | Jupiler Pro League | 35   | 1     |
| 2012/13 | Beerschot AC        | België | Jupiler Pro League | 8    | 0     |
|         |                     |        | Totaal             | 125  | 2     |